# منشار جيلي
منشار جيلي أو منشار جِجْلي (الاسم العلمي: Gigli saw) هو منشارٌ سلكيٌ [الإنجليزية] مرنٌ يستعمله الجراحون لقطع العظام. يستخدم هذا المنشار بشكلٍ أساسي في البتر، حيث يجب قطع العظام بسلاسةٍ عند مستوى البتر.
اخترع هذا المنشار من قبل طبيب التوليد الإيطالي ليوناردو جيلي [الإنجليزية] لتبسيط أداء بضع الارتفاق الوحشي في عسر الولادة.